# 조규갑
조규갑(曺奎甲, 1904년 3월 27일 김해 - 1994년 10월 3일)은 대한민국의 정치인이다.

## 약력
- 김해군 진례면 시례강습소 한문 수학
- 일본 메이지 대학 정경과 졸업
- 중국 베이핑 대학 동양학 중퇴
- 구산면장
- 진해중학교 부형회장
- 진해어업조합장
- 진해금융조합장
- 독촉국민회 진해지부장,창원군지부장
- 창원군농회평의원

## 역대 선거 결과
|  | 33.11% |

|  | 13.06% |

## 참고자료
- 《대한민국 의정총람》, 국회의원총람발간위원회, 1994년
- 조규갑 - 대한민국헌정회